# Heliogomphus kelantanensis
Heliogomphus kelantanensis är en trollsländeart som först beskrevs av Harry Hyde Laidlaw, Jr. 1902.  Heliogomphus kelantanensis ingår i släktet Heliogomphus och familjen flodtrollsländor. IUCN kategoriserar arten globalt som nära hotad. Inga underarter finns listade i Catalogue of Life.